# 内閣情報通信政策監
内閣情報通信政策監（ないかくじょうほうつうしんせいさくかん、英語: Deputy Chief Cabinet Secretary for Information Technology Policy）は、かつて存在した日本の特別職国家公務員。内閣官房に所属していた。デジタル庁設置法附則第50条により廃止され、デジタル庁の大臣補佐官と事務次官の役割を兼ね備えたデジタル監が設置された。高度情報通信ネットワーク社会形成基本法は、デジタル社会形成基本法により廃止され、それを根拠とするIT総合戦略本部も廃止される。

## 概要
内閣官房は、閣議事項の整理や内閣の庶務、内閣の重要政策に関する基本方針の企画立案、閣議に係る重要事項に関する企画立案、行政各部の施策の統一を目的とする企画立案、内閣の重要政策に関する情報収集調査、といったさまざまな事務を担っているが、内閣情報通信政策監は、これらの事務のうち情報通信技術の活用により国民の利便性向上や行政運営の改善に繋がるものについて統理している特別職の職員である。内閣総理大臣の申出により内閣によって任免され、内閣官房長官、内閣官房副長官を補佐し、内閣官房副長官補より補佐される。特別職の職員の給与に関する法律によると内閣危機管理監と国家安全保障局長と同位の大臣政務官級の給与である。
また、内閣情報通信政策監は、内閣に設置されるIT総合戦略本部にて本部員に充てられる。IT総合戦略本部は、高度情報通信ネットワーク社会の形成に関する重点計画の作成や実施の推進に関する事務を担っている。内閣情報通信政策監は、これらの事務のうち、中央省庁を横断する計画の作成、関係機関の経費の見積方針の作成、施策実施に関する指針の作成、施策の評価、といったものを担当している。さらに、IT総合戦略本部が関係機関の長、地方公共団体の長、独立行政法人の長、特殊法人の代表者に対して資料提出、意見開陳、説明等の協力を求める際には、内閣情報通信政策監がその事務を担当している。なお、これらの事務に関して、内閣情報通信政策監は本部長たる内閣総理大臣に対して意見を述べることができる。

## 沿革
日本では、国の情報システムの構築は、各中央省庁がそれぞれ独自に実施してきた。その結果、各システム間で機能の重複や連携不足が散見され、コストの増大や利便性の低下といったさまざまな問題が生じることになった。これを受け、行政府全体の情報通信技術に関する政策を統括するポストを新設し、各中央省庁との間でハイレベルの調整を行う役割を担わせることで、コストの削減や利便性の向上を実現するという構想が立案された。
なお、2012年より内閣官房に「政府情報化統括責任者」が設置されていた。しかし、政府情報化統括責任者は非常勤に過ぎず、法的な裏付けも不明確な状態であった。これを受け、2013年5月24日に「内閣法等の一部を改正する法律」が成立し、同年5月31日に施行された。その結果、政府情報化統括責任者に代わって、新たに内閣情報通信政策監が設置されることになった。この法律によって、内閣情報通信政策監は法的に明確な設置根拠が与えられ、常勤かつ専任の職となった。初代の内閣情報通信政策監には、内閣官房で従前の政府情報化統括責任者を務めていた遠藤紘一が就任した。
2021年9月1日、デジタル庁発足に伴い廃止。

## 名称
英語での表記は「Deputy Chief Cabinet Secretary for Information Technology Policy」とされている。

## 歴代内閣情報通信政策監
| 内閣情報通信政策監 | 内閣情報通信政策監 | 内閣情報通信政策監 | 内閣情報通信政策監 | 内閣情報通信政策監 | 内閣情報通信政策監           |
| 代                 | 氏名               | 氏名               | 就任日             | 退任日             | 前職                         |
| ------------------ | ------------------ | ------------------ | ------------------ | ------------------ | ---------------------------- |
| 1                  |                    | 遠藤紘一           | 2013年6月4日       | 2014年12月24日     | 内閣官房政府情報化統括責任者 |
| 2                  | 2014年12月24日     | 遠藤紘一           | 2017年11月1日      | （再任）           |                              |
| 3                  | 2017年11月1日      | 遠藤紘一           | 2018年7月10日      | （再任）           |                              |
| 4                  |                    | 三輪昭尚           | 2018年7月10日      | 2021年8月31日      | 大林組顧問                   |

- 辞令のある再任は就任日を記載する。

### 註釈
1. ↑  内閣法では内閣情報通信政策監は内閣総理大臣の申出により、内閣が罷免できると規定されているが、憲法に規定された閣僚任免権と内閣法に規定された閣議の全会一致規定から、内閣情報通信政策監の罷免権は最終的には首相が留保しており、また首相が閣僚罷免権を背景にいつでも発動することができるため、事実上首相が任免権を留保している。